# Городские населённые пункты Иркутской области
Иркутская область на начало 2023 года включает 65 городских населённых пунктов, в том числе:
- 22 города:
- 43 посёлка городского типа (рабочих посёлка).

## Города
Среди 22 городов выделяются:
- 10 городов, в рамках организации местного самоуправления образуют (входят в) городские округа (в списке выделены оранжевым цветом), из них
  - 1 город (Ангарск) входит в Ангарский район как административно-территориальное образование
  - 9 городов не входят в другие районы области (соответствуют категории городов областного подчинения);
- 12 городов входят в районы (в рамках организации местного самоуправления — в муниципальные районы).

| №  | Название              | район / город вне района | мун.район / городской округ                       | Население, чел. |
| -- | --------------------- | ------------------------ | ------------------------------------------------- | --------------- |
| 1  | Алзамай               | Нижнеудинский район      | Нижнеудинский мун. район                          | ↘5373           |
| 2  | Ангарск               | Ангарский район          | Ангарский городской округ                         | ↘216 973        |
| 3  | Байкальск             | Слюдянский район         | Слюдянский мун. район                             | ↗13 199         |
| 4  | Бирюсинск             | Тайшетский район         | Тайшетский мун. район                             | ↗8632           |
| 5  | Бодайбо               | Бодайбинский район       | Бодайбинский мун. район                           | ↘8921           |
| 6  | Братск                | город Братск             | город Братск, ГО                                  | ↘219 365        |
| 7  | Вихоревка             | Братский район           | Братский мун. район                               | ↗21 719         |
| 8  | Железногорск-Илимский | Нижнеилимский район      | Нижнеилимский мун. район                          | ↘21 621         |
| 9  | Зима                  | город Зима               | Зиминское городское муниципальное образование, ГО | ↗30 640         |
| 10 | Иркутск               | город Иркутск            | город Иркутск, ГО                                 | ↘605 708        |
| 11 | Киренск               | Киренский район          | Киренский мун. район                              | ↘10 998         |
| 12 | Нижнеудинск           | Нижнеудинский район      | Нижнеудинский мун. район                          | ↘29 995         |
| 13 | Саянск                | город Саянск             | город Саянск, ГО                                  | ↘35 561         |
| 14 | Свирск                | город Свирск             | город Свирск, ГО                                  | ↗15 485         |
| 15 | Слюдянка              | Слюдянский район         | Слюдянский мун. район                             | ↘18 058         |
| 16 | Тайшет                | Тайшетский район         | Тайшетский мун. район                             | ↗34 491         |
| 17 | Тулун                 | город Тулун              | город Тулун, ГО                                   | ↘38 440         |
| 18 | Усолье-Сибирское      | город Усолье-Сибирское   | город Усолье-Сибирское, ГО                        | ↘71 694         |
| 19 | Усть-Илимск           | город Усть-Илимск        | город Усть-Илимск, ГО                             | ↘77 034         |
| 20 | Усть-Кут              | Усть-Кутский район       | Усть-Кутский мун. район                           | ↘36 918         |
| 21 | Черемхово             | город Черемхово          | город Черемхово, ГО                               | ↘52 879         |
| 22 | Шелехов               | Шелеховский район        | Шелеховский мун. район                            | ↘41 998         |

### Бывшие города в прошлом
| # | Название   | Город с | Город до | Современный статус               | Район             |
| 1 | Балаганск  | 1764    | 1925     | посёлок с 2019 (пгт в 1961—2019) | Балаганский район |
| 2 | Верхоленск | 1857    | 1925     | село с 1925                      | Качугский район   |

## Посёлки городского типа
| №  | Название        | район                    | мун.район                    | Население, чел. |
| -- | --------------- | ------------------------ | ---------------------------- | --------------- |
| 1  | Алексеевск      | Киренский район          | Киренский мун. район         | ↘1852           |
| 2  | Артёмовский     | Бодайбинский район       | Бодайбинский мун.район       | ↘910            |
| 3  | Атагай          | Нижнеудинский район      | Нижнеудинский мун. район     | ↘1336           |
| 4  | Балахнинский    | Бодайбинский район       | Бодайбинский мун.район       | ↘925            |
| 5  | Белореченский   | Усольский район          | Усольский мун.район          | ↘7598           |
| 6  | Видим           | Нижнеилимский район      | Нижнеилимский мун. район     | ↘930            |
| 7  | Витимский       | Мамско-Чуйский район     | Мамско-Чуйский мун.район     | ↘245            |
| 8  | Железнодорожный | Усть-Илимский район      | Усть-Илимский мун.район      | ↘5956           |
| 9  | Жигалово        | Жигаловский район        | Жигаловский мун.район        | ↗5494           |
| 10 | Залари          | Заларинский район        | Заларинский мун.район        | ↗9879           |
| 11 | Звёздный        | Усть-Кутский район       | Усть-Кутский мун. район      | ↘775            |
| 12 | Качуг           | Качугский район          | Качугский мун.район          | ↘6421           |
| 13 | Квиток          | Тайшетский район         | Тайшетский мун. район        | ↘2656           |
| 14 | Кропоткин       | Бодайбинский район       | Бодайбинский мун.район       | ↘1036           |
| 15 | Куйтун          | Куйтунский район         | Куйтунский мун. район        | ↗9838           |
| 16 | Култук          | Слюдянский район         | Слюдянский мун. район        | ↘3408           |
| 17 | Лесогорск       | Чунский район            | Чунский мун.район            | ↘4260           |
| 18 | Листвянка       | Иркутский район          | Иркутский мун.район          | ↘1936           |
| 19 | Луговский       | Мамско-Чуйский район     | Мамско-Чуйский мун.район     | ↗397            |
| 20 | Магистральный   | Казачинско-Ленский район | Казачинско-Ленский мун.район | ↘5804           |
| 21 | Мама            | Мамско-Чуйский район     | Мамско-Чуйский мун.район     | ↘2556           |
| 22 | Мамакан         | Бодайбинский район       | Бодайбинский мун.район       | ↗1768           |
| 23 | Маркова         | Иркутский район          | Иркутский мун.район          | ↗36 971         |
| 24 | Михайловка      | Черемховский район       | Черемховский мун.район       | ↗7489           |
| 25 | Мишелёвка       | Усольский район          | Усольский мун.район          | ↘4740           |
| 26 | Новая Игирма    | Нижнеилимский район      | Нижнеилимский мун. район     | ↘9137           |
| 27 | Новобирюсинский | Тайшетский район         | Тайшетский мун. район        | ↘3489           |
| 28 | Октябрьский     | Чунский район            | Чунский мун.район            | ↘3197           |
| 29 | Радищев         | Нижнеилимский район      | Нижнеилимский мун. район     | ↘893            |
| 30 | Рудногорск      | Нижнеилимский район      | Нижнеилимский мун. район     | ↘2634           |
| 31 | Средний         | Усольский район          | Усольский мун.район          | ↘4895           |
| 32 | Тайтурка        | Усольский район          | Усольский мун.район          | ↗5045           |
| 33 | Тельма          | Усольский район          | Усольский мун.район          | ↘4869           |
| 34 | Тыреть 1-я      | Заларинский район        | Заларинский мун.район        | ↘3564           |
| 35 | Ук              | Нижнеудинский район      | Нижнеудинский мун. район     | ↘1314           |
| 36 | Улькан          | Казачинско-Ленский район | Казачинско-Ленский мун.район | ↘4073           |
| 37 | Хребтовая       | Нижнеилимский район      | Нижнеилимский мун. район     | ↘1037           |
| 38 | Чунский         | Чунский район            | Чунский мун.район            | ↘13 554         |
| 39 | Шиткино         | Тайшетский район         | Тайшетский мун. район        | ↘1574           |
| 40 | Шумский         | Нижнеудинский район      | Нижнеудинский мун. район     | ↘1451           |
| 41 | Юрты            | Тайшетский район         | Тайшетский мун. район        | ↘5090           |
| 42 | Янгель          | Нижнеилимский район      | Нижнеилимский мун. район     | ↘878            |
| 43 | Янталь          | Усть-Кутский район       | Усть-Кутский мун. район      | ↘1453           |

### Бывшие пгт

#### Упразднённые и преобразованные до 1 января 2008 года
Бывшие посёлки городского типа в составе Иркутской области и Усть-Ордынского Бурятского автономного округа.

##### В составе Иркутской области
- Алзамай — пгт с 1943 года. Преобразован в город в 1955 году.
- Андреевск — пгт с 1933 года. Преобразован в сельский населённый пункт в конце 1970-х годов.
- Апрельск — пгт с 1932 года. Преобразован в сельский населённый пункт в 1970 году.
- Байкальск — пгт с 1961 года. Преобразован в город в 1966 году.
- Бикей — пгт с 1989 года. Вошёл в состав города Братск в 1999 году.
- Вихоревка — пгт с 1957 года. Преобразован в город в 1966 году[12].
- Железногорск — пгт с 1958 года. Преобразован в город Железногорск-Илимский в 1965 году.
- Заярск — пгт с 1940 года. Преобразован в сельский населённый пункт в 1964 году.
- Китой — пгт с 1941 года. Вошёл в состав города Ангарск в 2004 году[13].
- Комсомольско-Молодёжный — пгт с 1968 года. Упразднён в конце 1970-х годов.
- Кунерма — пгт с 1978 года. Преобразован в сельский населённый пункт в 2022 году.
- Нерой — пгт с 1938 года. Преобразован в сельский населённый пункт в 1940-50-е годы.
- Осетрово — включён в состав города Усть-Кут в 1954 году.
- Осиновка — пгт с 1960 года. Вошёл в состав города Братска в 1999 году.
- Порожский — пгт с 1960 года. Вошёл в состав города Братска в 1999 году.
- Саянск — пгт с 1975 года. Преобразован в город в 1985 году.
- Светлый — пгт с 1935 года. Преобразован в сельский населённый пункт в 1969 году.
- Свирское — пгт с 1939 года. Преобразован в город Свирск в 1949 году.
- Слюдянка — пгт с 1928 года. Преобразован в город в 1936 году.
- Суетиха — пгт с 1935 года. Преобразован в город Бирюсинск в 1967 году.
- Тайшет — пгт с 1937 года. Преобразован в город в 1938 году.
- Тальцы — пгт с 1934 года. Упразднён в 1950-е годы.
- Урало-Ключи — преобразован в сельский населённый пункт в 1975 году.
- Усть-Илимск — пгт с 1966 года. Преобразован в город в 1973 году.
- Усть-Кут — пгт с 1943 года. Преобразован в город в 1954 году.
- Чекановский — пгт с 1960 года. До 1963 года назывался Анзеба. Вошёл в состав города Братска в 1999 году.
- Шелехов — пгт с 1956 года. Преобразован в город в 1962 году.
- Шестаково (Илим) — пгт с 1956 года. Преобразован в сельский населённый пункт в 2022 году.
- Якурим — упразднён, включён в состав города Усть-Кута в 1995 году[14].

##### В составе Усть-Ордынского Бурятского автономного округа
- Бохан — пгт с 1965 года. Преобразован в сельский населённый пункт в 1992 году.
- Забитуй — пгт с 1948 года. Преобразован в сельский населённый пункт в 1992 году.
- Кутулик — пгт с 1944 года. Преобразован в сельский населённый пункт в 1992 году.
- Усть-Ордынский — пгт с 1941 года. Преобразован в сельский населённый пункт в 1992 году.

#### Упразднённые и преобразованные с 1 января 2008 года
- Байкал — пгт с 1948 года. Преобразован в сельский населённый пункт в 2014 году.
- Балаганск — пгт с 1961 года. Преобразован в сельский населённый пункт в 2019 году[12].
- Большая Речка — пгт с 1943 года. Преобразован в сельский населённый пункт в 2025 году.
- Большой Луг — пгт с 1958 года. Преобразован в сельский населённый пункт в 2019 году[12].
- Горно-Чуйский — пгт с 1952 года. Упразднён в 2019 году[12].
- Мегет — пгт с 1944 года. Преобразован в сельский населённый пункт в 2014 году.
- Согдиондон — пгт с 1976 года. Упразднён в 2019 году[12].
- Усть-Уда — пгт с 1962 года. Преобразован в сельский населённый пункт в 2019 году[12].
- Хужир — пгт с 1946 года. Преобразован в сельский населённый пункт в 2014 году[15].